# مسجد سيادي
 مسجد سيادي  مسجد تاريخي في مدينة المحرق قام ببناءه تاجر اللؤلؤ المشهور أحمد بن جاسم سيادي بالقرب من بيته فأصبح المسجد والبيت تحفة معمارية يزورهما السياح من شتى بقاع الأرض.